# Franciszek Redlich
Franciszek Fryderyk Redlich (ur. 12 lutego 1896 w Brzeżanach, zm. 13 maja 1964 w Łodzi) – polski lekarz pediatra.

## Życiorys
Urodził się w 1896. W okresie II Rzeczypospolitej pracował w klinice pediatrycznej we Lwowie. Podczas II wojny światowej uzyskał habilitację w trakcie działania konspiracyjnego Wydziału Lekarskiego Uniwersytetu Jana Kazimierza we Lwowie.
W 1945 w ramach repatriacji przybył do Łodzi, gdzie osiadł. Został kierownikiem Referatu Opieki nad Matką i Dzieckiem oraz organizatorem i pierwszym dyrektorem Centralnej Poradni Ochrony Macierzyństwa i Zdrowia Dziecka miasta Łodzi. W lutym 1951 został profesorem, od tego czasu do końca życia był kierownikiem II Katedry i Kliniki Pediatrycznej (Chorób Dzieci) Uniwersytetu Łódzkiego (Szpital Anny Marii dla dzieci w Łodzi). Uzyskał tytuł profesora zwyczajnego. Jako pierwszy w Polsce prowadził wykłady w zakresie pediatrii społeczno-zapobiegawczej. W 1958 był organizatorem Katedry Pediatrii w Wojskowej Akademii Medycznej w Łodzi, ustanowionej w Szpitalu im. Janusza Korczaka. Uznawany za jednego z twórców łódzkiej szkoły pediatrycznej. Łącznie ogłosił 83 prac naukowych. Został członkiem Rady Naukowej przy Ministrze Zdrowia, członkiem Rady Medycznej przy Wydziale Zdrowia Prezydium Rady Narodowej miasta Łodzi, członkiem redakcji czasopisma „Pediatria Polska”. Przez wiele lat był prezesem łódzkiego oddziału Polskiego Towarzystwa Pediatrycznego, otrzymał tytuł członka honorowego PTP.
Zmarł po ciężkiej chorobie. Został pochowany na cmentarzu katolickim przy ulicy Ogrodowej w Łodzi 15 maja 1964. Był żonaty, miał dzieci.

## Odznaczenia
- Krzyż Oficerski Orderu Odrodzenia Polski (22 lipca 1951, za wybitną działalność naukową w dziedzinie medycyny)[11][3][7].
- Medal 10-lecia Polski Ludowej (25 stycznia 1955, na wniosek Ministra Zdrowia)[12][7]
- Odznaka honorowa „Za wzorową pracę w służbie zdrowia”[7]
- Odznaka Honorowa Polskiego Czerwonego Krzyża[7]
- Odznaka Honorowa Miasta Łodzi[3]